# Гетто в Парафьяново
Гетто в Парафья́ново (лето 1941 — 31 мая 1942) — еврейское гетто, место принудительного переселения евреев деревни Парафьяново Докшицкого района Витебской области и близлежащих населённых пунктов в процессе преследования и уничтожения евреев во время оккупации территории Белоруссии войсками нацистской Германии в период Второй мировой войны.

## Оккупация Парафьяново и создание гетто
Парафьяново было захвачено немецкими войсками в конце июня 1941 года.
Первым, кого немцы убили, когда пришли в местечко, был еврей Арон Левитан.
Реализуя нацистскую программу уничтожения евреев, немцы создавали гетто почти во всех городах и населённых пунктах Беларуси, где проживало еврейское население. Так и в Парафьяново оккупанты заставили евреев организовать юденрат, а затем согнали их и евреев из близлежащих деревень в гетто.

## Условия в гетто
Гетто было огорожено и охранялось.
Оккупационные власти под страхом смерти запретили евреям снимать желтые латы (опознавательные знаки на верхней одежде), выходить из гетто без специального разрешения, менять место проживания и квартиру внутри гетто, ходить по тротуарам, пользоваться общественным транспортом, находиться на территории парков и общественных мест, посещать школы.
Вплоть до полного уничтожения гетто евреев ежедневно использовали на тяжелых и грязных принудительных работах, большей частью на ремонте железных дорог, от чего многие узники гетто умерли от непосильных нагрузок в условиях постоянного голода и отсутствия медицинской помощи.
Узникам гетто, как молодым, так и старым, выдавали только 300 граммов хлеба на неделю — и больше никакой еды.

## Уничтожение гетто
Всего в Парафьяново во время оккупации были убиты около 600 евреев.
После нескольких «акций» (таким эвфемизмом гитлеровцы называли организованные ими массовые убийства) и смертей от голода и болезней, к февралю 1942 года в гетто осталось в живых 247 евреев — мужчин, женщин и детей.
31 (30) мая 1942 года, утром, гетто было окружено войсками СС. Евреев выгнали на улицу и приказали снять обувь, пальто и куртки. Многие начали плакать. Четырнадцатилетний мальчик попробовал убежать, его сразу застрелили. В ответ один еврей возмутился и начал ругать эсэсовцев, за что его жестоко избили.
Людей из деревни заранее заставили выкопать большую яму. Эсэсовцы оставили некоторое количество специалистов, а остальных евреев погнали по дороге в колонне по четыре человека. Им соврали, что повезут на поезде в Америку, — чтобы они не разбегались и забрали с собой все ценности. Но люди вскоре увидели, что их ведут не на вокзал, а к выкопанной яме. Девчонка 12-14 лет выскочила из колонны и побежала, но её застрелили и потащили к яме. Всех — детей, женщин и стариков — заставили лечь в яму лицом к земле. Среди обреченных была женщина, родившая накануне. Её первой вели к могиле, она несла на руках ребёнка, плакала и умоляла оставить его в живых. Её столкнули в яму и потом убили и её и ребёнка.

## Случаи спасения
Часть парафьяновских евреев смогла убежать и затем они воевали в партизанских отрядах. Среди них — братья Кастроль и братья Гейденсоны.

## Память
В июле 2005 году на месте гибели жертв геноцида евреев в Парафьяново был установлен камень с надписью на иврите, белорусском и английском языках.
Опубликованы неполные списки убитых.